# Effo
Effo P/F [ˈɛfo] wie „FO“ für färöisch Føroya Orkufelag („Färöische Energiegesellschaft“) ist ein färöisches Mineralölunternehmen mit Sitz in Tórshavn.

## Dienstleistungen
Effo vertreibt Motoröle und Kraftstoffe für Privat- und Geschäftskunden. Das Unternehmen bietet Ölerzeugnisse für färöische und ausländische Schiffe auf den Färöern, für Flugzeuge, Unternehmen und öffentliche Einrichtungen an. Es betreibt landesweit Tankstellen, in denen das Unternehmen unter dem Namen „Fast“ auch Lebensmittel anbietet. Ungefähr 200 Angestellte arbeiten für Effo.

## Geschichte
Effo firmierte früher unter dem ausländischen Namen Statoil, zuvor auch unter dem Namen Esso. Es waren die sogenannten „Treppenbrüder“ Haraldsen in Tórshavn, die im frühen 20. Jahrhundert begannen, gemeinsam Öl zu importieren und zu verkaufen. Das Öl wurde in Holzfässern eingeführt, das erste Depot befand sich in Kollafjørður. Einer der Brüder, Harald Haraldsen, gründete 1918 eine Vertretung des dänischen Unternehmens Det Danske Petroleums Aktieselskab (DDPA). Der erste Öltanker erreichte 1935 Tórshavn, als Valdemar Lutzen die DDPA vertrat. Esmar Fuglø vereinte 1949 die Føroysk Oljusøla (fär. „Färöischer Ölhandel“) mit der DDPA, die Teil der Ölgesellschaft Esso blieb.
In den 1950er Jahren gab es große Entwicklungen färöischer Unternehmen, und die Ölgesellschaft erweiterte ihre Kooperationen, kaufte ein Ölschiff und baute Tankstellen unter dem Namen Esso. 1987 änderte das Unternehmen seinen Namen in Statoil und blieb auch 1998 als Føroya Oljufelag ein Teil davon. 2007 kauften Färinger den Norwegern einen Teil von Statoil ab, und das Unternehmen änderte seinen Namen nun in Effo. Der Name spielt auf die Buchstaben FO an, die Abkürzung von Føroya Orkufelag, und zugleich sind die Buchstaben auch die internationale Abkürzung für die Färöer und werden z. B. als Endung färöischer Internet-Adressen verwendet.